# Mychael Danna

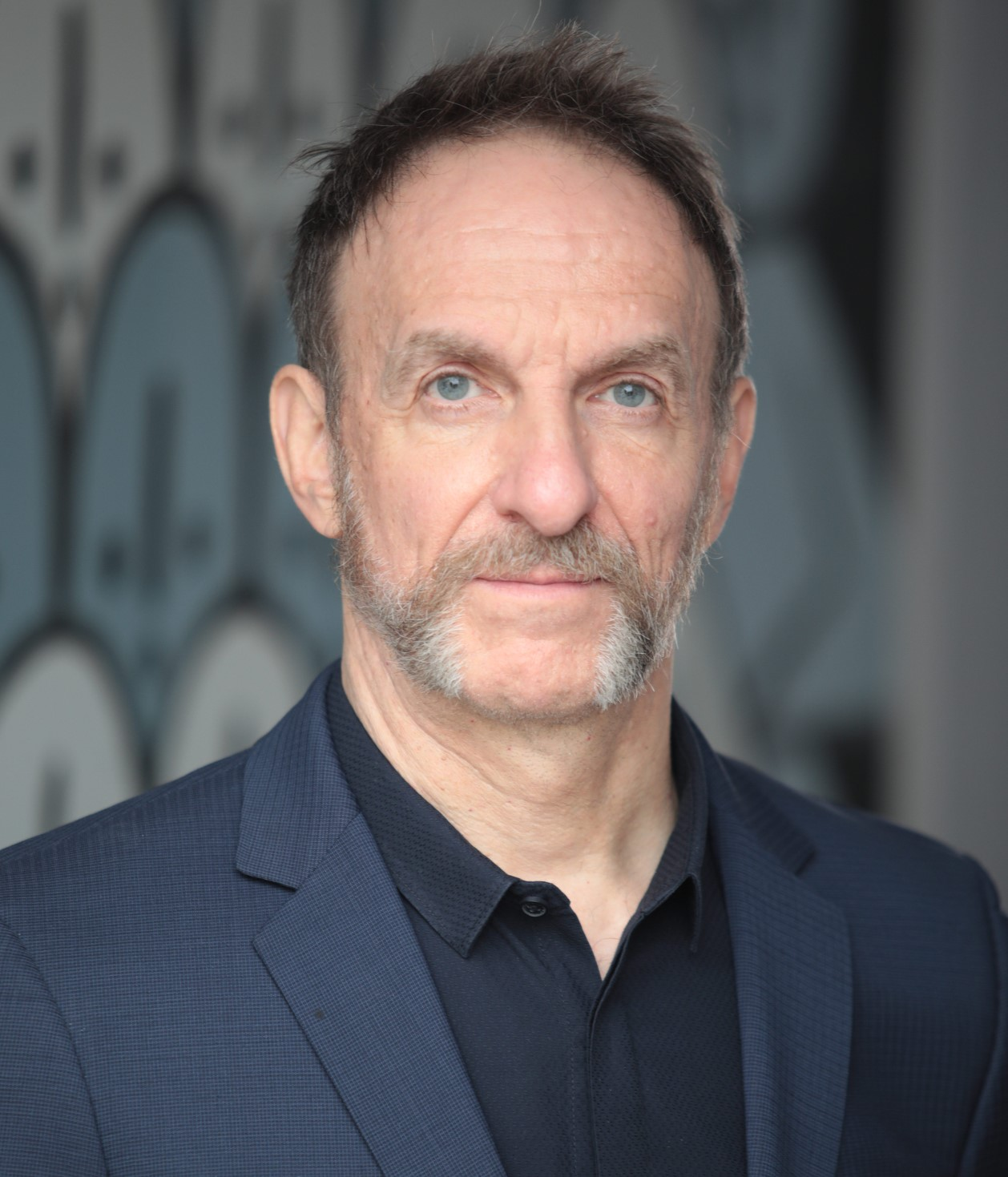
Mychael Danna (2020)

Mychael Danna (* 20. September 1958 in Winnipeg, Manitoba; manchmal auch Michael Danna) ist ein kanadischer Komponist von Filmmusik sowie Oscar-Preisträger.

## Leben und Leistungen
Er studierte Musikkomposition an der University of Toronto. Sein jüngerer Bruder ist der Musikkomponist Jeff Danna (* 1964). In einigen Filmen arbeiteten sie auch zusammen, zum Beispiel in Camelot (2011) oder in Der blutige Pfad Gottes (1999), bei dem Jeff die Originalmusik schrieb und Mychael den Song The Blood of Cuchulainn zum Soundtrack beisteuerte.
Seine erste Filmmusik war 1978 für "Metal Messiah", der Debütfilm des ungarischen Regisseurs Tibor Takács.
Mychael Danna arbeitete wiederholt mit Regisseur Atom Egoyan zusammen, nämlich in den Filmen Familienbilder (1987), Traumrollen (1989), Der Schätzer (1991), Montreal Sextet (1991), Wiegenlied des Todes (1993), Exotica (1994), Das süße Jenseits (1997), Felicia, mein Engel (1999) und Ararat (2002). Gemeinsam mit Regisseur Ang Lee trug Danna zum Filmdrama Der Eissturm (1997), dem Bürgerkriegsdrama Ride with the Devil (1999) und dem Kurzfilm Chosen (2001) bei. Er schrieb die Musik für den Film Schiffbruch mit Tiger (2012) (Regie Ang Lee, nach dem Buch von Yann Martel).
Genie Awards für seine Filmmusik erhielt er 1994 für Exotica, 1997 für Das süße Jenseits, 2000 für Felicia, mein Engel, 2003 für Ararat und 2006 für Water. Neben diesen fünf Gewinnen wurde er achtmal in verschiedenen Jahren für diesen Preis nominiert. 2002 gewann er den Gemini Award für Die Matthew Shepard Story. 2007 wurde er bei den Grammy Awards für das Soundtrack-Album von Little Miss Sunshine nominiert.
Für seine Filmmusik zu Ang Lees Literaturverfilmung Life of Pi: Schiffbruch mit Tiger gewann Danna 2013 einen Golden Globe Award und wurde für zwei Oscars (Filmmusik und Filmsong Pi’s Lullaby) nominiert. Er gewann den Preis für die beste Filmmusik.
Vom Zurich Film Festival wurde ihm 2021 der Career Achievement Award für sein Lebenswerk zuerkannt.

## Filmografie (Auswahl)
- 1978: Metal Messiah
- 1987: Caribe
- 1987: Familienbilder (Family Viewing)
- 1989: Traumrollen (Speaking Parts)
- 1991: Der Schätzer (The Adjuster)
- 1991: Montreal Sextet (Montréal vu par …)
- 1993: Wiegenlied des Todes (Gross Misconduct)
- 1994: Tanz mit einem Mörder (Dance Me Outside)
- 1994: Exotica
- 1995–1996: Das Mädchen aus der Stadt (Road To Avonlea, Fernsehserie, 3 Folgen)
- 1996: Lilies – Theater der Leidenschaft (Lilies – Les feluettes)
- 1997: Der Eissturm (The Ice Storm)
- 1997: Das süße Jenseits (The Sweet Hereafter)
- 1999: 8mm – Acht Millimeter (8MM)
- 1999: Der blutige Pfad Gottes (The Boondock Saints)
- 1999: Felicia, mein Engel (Felicia’s Journey)
- 1999: The Confession – Das Geständnis (The Confession)
- 1999: Ride with the Devil
- 1999: Durchgeknallt (Girl, Interrupted)
- 2000: Bounce – Eine Chance für die Liebe (Bounce)
- 2001: Chosen
- 2001: Monsoon Wedding
- 2001: Hearts in Atlantis
- 2002: Die Matthew Shepard Story (The Matthew Shepard Story)
- 2002: Ararat
- 2002: Antwone Fisher
- 2003: Shattered Glass
- 2003: The Snow Walker – Wettlauf mit dem Tod (The Snow Walker)
- 2004: Vanity Fair – Jahrmarkt der Eitelkeit (Vanity Fair)
- 2004: Being Julia
- 2005: Wahre Lügen (Where the Truth Lies)
- 2005: Capote
- 2005: Water
- 2005: Eve and the Fire Horse
- 2005: Tideland
- 2006: Lonely Hearts Killers (Lonely Hearts)
- 2006: Little Miss Sunshine
- 2006: Es begab sich aber zu der Zeit … (The Nativity Story)
- 2007: Enttarnt – Verrat auf höchster Ebene (Breach)
- 2007: Das perfekte Verbrechen (Fracture)
- 2007: Könige der Wellen (Surf’s Up)
- 2008: Simons Geheimnis (Adoration)
- 2008: Lakeview Terrace
- 2008: Management
- 2009: Chloe
- 2009: (500) Days of Summer
- 2009: Die Frau des Zeitreisenden (The Time Traveler’s Wife)
- 2009–2010: Dollhouse (Fernsehserie, 26 Folgen)
- 2011: Die Kunst zu gewinnen – Moneyball (Moneyball)
- 2011: Camelot (Fernsehserie)
- 2012: Die Tore der Welt (World Without End, Fernsehvierteiler/Mini-Serie)
- 2012: Life of Pi: Schiffbruch mit Tiger (Life of Pi)
- 2013: Devil’s Knot – Im Schatten der Wahrheit (Devil’s Knot)
- 2014: Transcendence
- 2014: The Captive – Spurlos verschwunden (The Captive)
- 2014–2016: Tyrant (Fernsehserie, 32 Folgen)
- 2015: Remember
- 2015: Sanjay’s Super Team (Kurzfilm)
- 2015: Arlo & Spot (The Good Dinosaur)
- 2016: Störche – Abenteuer im Anflug (Storks)
- 2016: Die irre Heldentour des Billy Lynn (Billy Lynn’s Long Halftime Walk)
- 2017: Der Brotverdiener (The Breadwinner)
- 2017: Alias Grace (Miniserie)
- 2017: Charles Dickens: Der Mann, der Weihnachten erfand (The Man Who Invented Christmas)
- 2018: Die Berufung – Ihr Kampf für Gerechtigkeit (On the Basis of Sex)
- 2019: Die unglaublichen Abenteuer von Bella (A Dog’s Way Home)
- 2019: The Red Sea Diving Resort
- 2019: Guest of Honour
- 2019: Die Addams Family (The Addams Family)
- 2020: Onward: Keine halben Sachen (Onward)
- 2021: Stillwater – Gegen jeden Verdacht (Stillwater)
- 2021: Cinderella
- 2021: Die Addams Family 2 (The Addams Family 2)
- 2022: Der Gesang der Flusskrebse (Where the Crawdads Sing)
- 2023: Seven Veils